# 2016年熊本地震
2016年熊本地震(日语：／ kumamoto jishin ?)是2016年4月16日上午1時25分10秒（當地時間）發生在日本九州島的地震，震央位於九州中部的熊本縣上益城郡益城町附近，震源深度推測約12公里，規模为日本气象厅地震规模7.3级、矩震级7.0级。其前震、主震及餘震於九州各地引發災情。日本氣象廳將該地震命名為「平成28年（2016年）熊本地震」。
本次前震与主震最大震度皆为震度7，益城町在本次前震与主震中均有測得（亦为前震中唯一观测到震度7之区域），西原村则只在主震中观测到，是日本自1949年設立震度7以來，繼1995年的阪神大地震、2004年的新潟縣中越地震和2011年的311大地震後第四、五度觀測到震度7的地震，同时也是日本自1949年来第一次数日内在同一区域连续两次观测到震度7。

## 震度
以下列出观测到震度5弱以上的地區。

### 前震
| 烈度 | 都道府縣 | 市区町村                                                                         |
| ---- | -------- | -------------------------------------------------------------------------------- |
| 7    | 熊本縣   | 益城町                                                                           |
| 6弱  | 熊本縣   | 玉名市 西原村 宇城市 熊本市東区·西区·南区                                        |
| 5強  | 熊本縣   | 菊池市 宇土市 大津町 菊陽町 御船町 美里町 山都町 冰川町 合志市 熊本市中央区·北区 |
| 5弱  | 熊本縣   | 高森町 阿蘇市 南阿蘇村 八代市 長洲町 大津町 甲佐町 和水町 上天草市 天草市        |
| 5弱  | 宮崎縣   | 椎葉村                                                                           |

### 主震
| 震度 | 都道府縣 | 市区町村                                                                                        |
| ---- | -------- | ----------------------------------------------------------------------------------------------- |
| 7    | 熊本縣   | 西原村 益城町                                                                                   |
| 6強  | 熊本縣   | 南阿蘇村 菊池市 宇土市 大津町 嘉島町 宇城市 合志市 熊本市中央区・東区・西区                     |
| 6弱  | 熊本縣   | 阿蘇市 八代市 玉名市 菊陽町 御船町 美里町 山都町 冰川町 和水町 熊本市南区・北区 上天草市 天草市 |
| 6弱  | 大分縣   | 別府市 由布市                                                                                   |
| 5強  | 福冈县   | 久留米市 柳川市 大川市 三山市                                                                   |
| 5強  | 佐贺县   | 佐賀市 上峰町 神埼市                                                                            |
| 5強  | 长崎县   | 南島原市                                                                                        |
| 5強  | 熊本縣   | 南小國町 小国町 產山村 高森町 山鹿市 玉東町 長洲町 甲佐町 蘆北町                                |
| 5強  | 大分縣   | 豐後大野市 日田市 竹田市 九重町                                                                 |
| 5強  | 宮崎縣   | 椎葉村 高千穗町 美郷町                                                                          |
| 5弱  | 爱媛县   | 八幡濱市                                                                                        |
| 5弱  | 福岡縣   | 福岡市南区 遠賀町 八女市 筑後市 小郡市 大木町 広川町 筑前町                                     |
| 5弱  | 佐賀縣   | 白石町 三養基町 小城市                                                                          |
| 5弱  | 長崎縣   | 諫早市 島原市 雲仙市                                                                            |
| 5弱  | 熊本縣   | 荒尾市 南關町 人吉市 朝霧町 山江村 水俁市 津奈木町                                              |
| 5弱  | 大分縣   | 大分市 臼杵市 津久見市 佐伯市 玖珠町                                                            |
| 5弱  | 宮崎縣   | 延岡市                                                                                          |
| 5弱  | 鹿儿岛县 | 長島町                                                                                          |

## 概要
截至當地時間4月16日15時，共發生287起震度1以上的地震。益城町測得最大震度7，宇城市、產山村等地也一度測得最大震度6強。4月16日1时27分气象厅曾发布海啸注意报，2时14分解除。以下僅列出最大震度達5弱以上的地震。
| 類型 | 發生時間              | 震央           | 震源深度 | 地震規模 | 最大震度                                             | 來源                   |
| ---- | --------------------- | -------------- | -------- | -------- | ---------------------------------------------------- | ---------------------- |
| 前震 | 2016年4月14日21時26分 | 熊本縣熊本地方 | 11km     | M6.5     | 7（JMA）（益城町）                                   |                        |
| 前震 | 2016年4月14日22時07分 | 熊本縣熊本地方 | 10km     | M5.7     | 6弱（JMA）（益城町）                                 |                        |
| 前震 | 2016年4月14日22時38分 | 熊本縣熊本地方 | 10km     | M5.0     | 5弱（JMA）（宇城市）                                 |                        |
| 前震 | 2016年4月15日00時03分 | 熊本縣熊本地方 | 10km     | M6.4     | 6強（JMA）（宇城市）                                 |                        |
| 前震 | 2016年4月15日01時53分 | 熊本縣熊本地方 | 10km     | M4.8     | 5弱（JMA）（山都町）                                 |                        |
| 主震 | 2016年4月16日01時25分 | 熊本縣熊本地方 | 12km     | M7.3     | 7（JMA） （熊本縣益城町、西原村）                    | （页面存档备份，存于） |
| 餘震 | 2016年4月16日01時44分 | 熊本縣熊本地方 | 10km     | M5.3     | 5弱（JMA）（熊本市西區、熊本市北區、玉名市、大津町） |                        |
| 餘震 | 2016年4月16日01時46分 | 熊本縣熊本地方 | 20km     | M6.0     | 6弱（JMA）（熊本市東區、合志市、菊陽町）             |                        |
| 餘震 | 2016年4月16日03時03分 | 熊本縣阿蘇地方 | 20km     | M5.8     | 5強（JMA）（阿蘇市、南阿蘇村）                       |                        |
| 餘震 | 2016年4月16日03時55分 | 熊本縣阿蘇地方 | 10km     | M5.8     | 6強（JMA）（產山村）                                 |                        |
| 餘震 | 2016年4月16日07時11分 | 大分縣中部地方 | 10km     | M5.3     | 5弱（JMA）（由布市）                                 |                        |
| 餘震 | 2016年4月16日07時23分 | 熊本縣熊本地方 | 10km     | M4.8     | 5弱（JMA）（熊本市東區）                             |                        |
| 餘震 | 2016年4月16日09時48分 | 熊本縣熊本地方 | 10km     | M5.4     | 6弱（JMA）（菊池市）                                 |                        |
| 餘震 | 2016年4月16日16時02分 | 熊本縣熊本地方 | 極淺     | M5.3     | 5弱（JMA）（熊本市西區、宇城市、嘉島町）             |                        |
| 餘震 | 2016年4月18日20時42分 | 熊本縣阿蘇地方 | 10km     | M5.8     | 5強（JMA）（阿蘇市、產山村、竹田市）                 |                        |
| 餘震 | 2016年4月19日17時52分 | 熊本縣熊本地方 | 10km     | M5.5     | 5強（JMA）（八代市）                                 |                        |
| 餘震 | 2016年4月19日20時47分 | 熊本縣熊本地方 | 11km     | M5.0     | 5弱（JMA）（八代市、宇城市、氷川町）                 | （页面存档备份，存于） |
| 餘震 | 2016年4月29日15時09分 | 大分縣中部地方 | 7km      | M4.5     | 5強（JMA）（由布市）                                 | （页面存档备份，存于） |

## 災情及影響
2016年5月24日統計
- 遇难：49人
- 怀疑由地震导致的遇难者：20人
- 失踪：1人
- 受伤：1,684人
- 避難者数：183,882人（4月17日09时，熊本县避难人数最多时）[15]。

益城町有至少20人喪生，多為被倒塌的房屋壓死或窒息而死。

### 建築物
- 地震不但造成房屋倒塌，更引發多起火災，最終由消防人員撲滅火勢[17]。

- 熊本城中天守閣屋頂瓦片掉落，被指定為重要文化財的城墙至少六處崩壞[18]。

- 附近正在運轉的川內核電廠仍然正常運作，其他核電廠經過確認後亦無異狀[19]。

- 阿蘇神社建筑中，日本三大樓門之一的樓門（重要文化財）及拜殿倒塌。

- 熊本競輪場（單車競技場）有水管及玻璃窗在地震中破裂，場內原定舉行的活動已被取消。[20]。

- 縣內八所公立高中及兩間特殊學校受損。熊本大学[21]、熊本縣立大学[22]、熊本学園大学[23]需停課。

- 日本郵政其下的16間郵政局受地震影響，停止櫃檯服務[24]。

- 山崎麵包的熊本廠房受地震影響，需停產[25]。

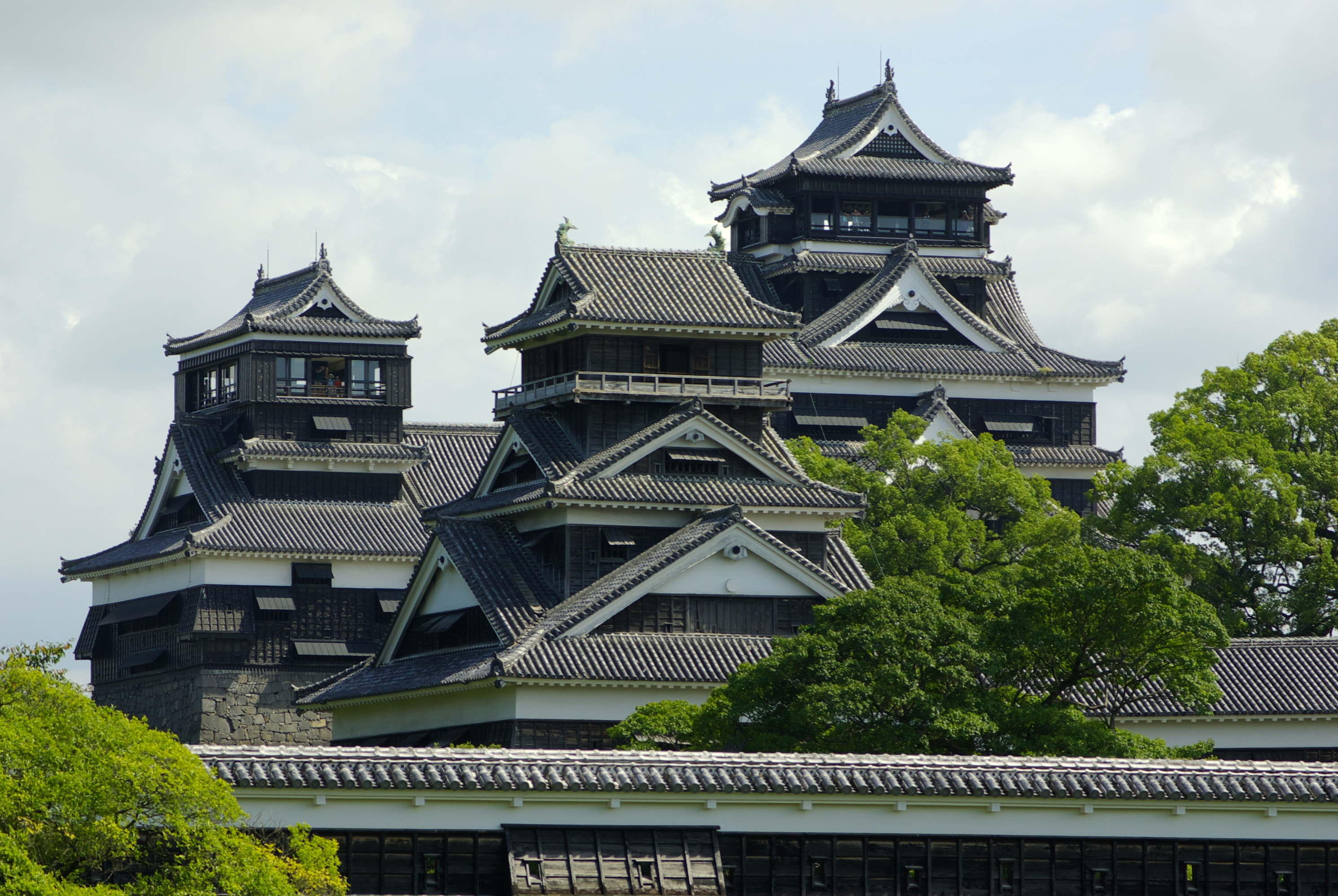
受大規模破壞前的熊本城
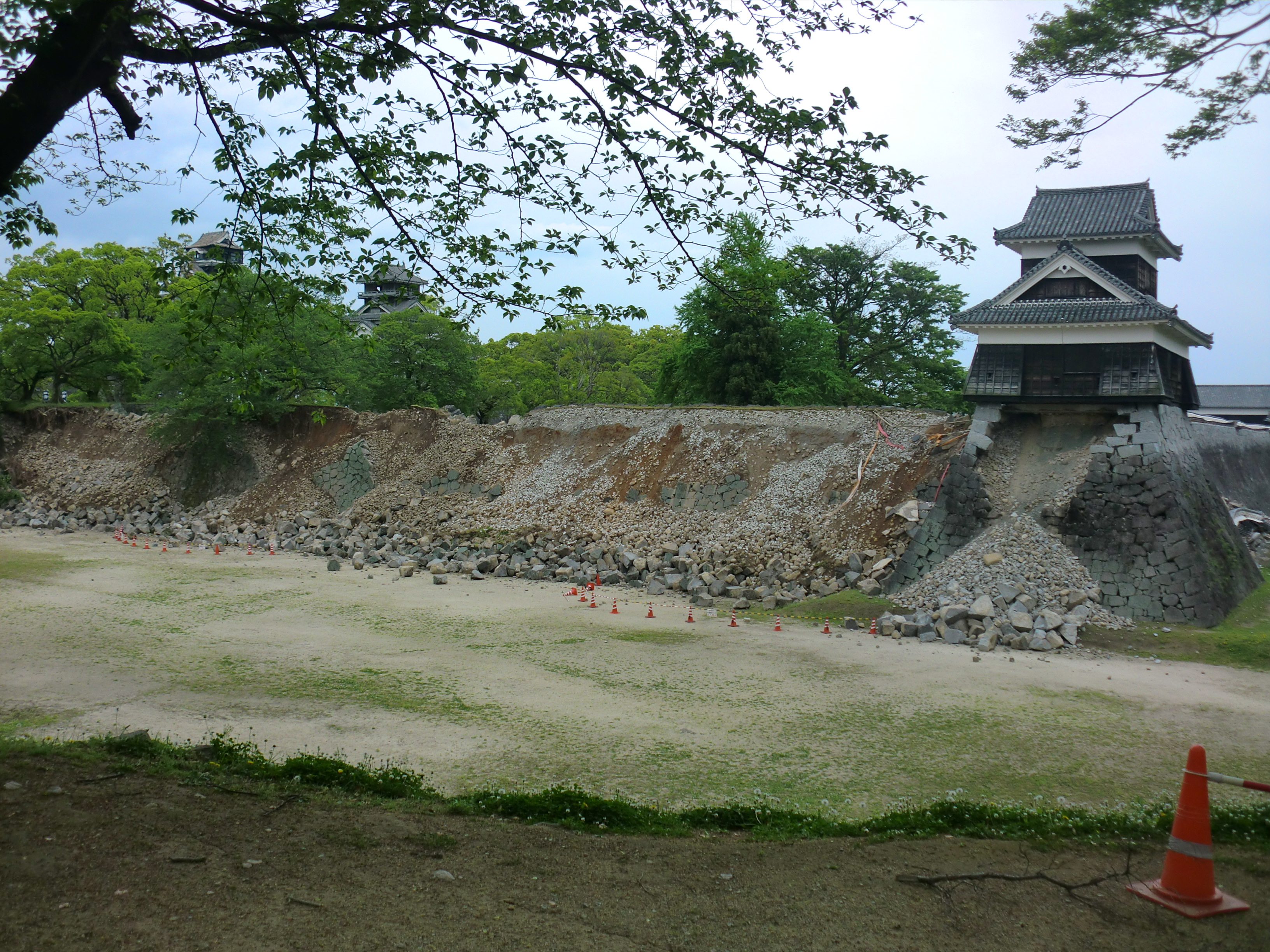
熊本城戌亥櫓左側的石垣在地震後倒塌
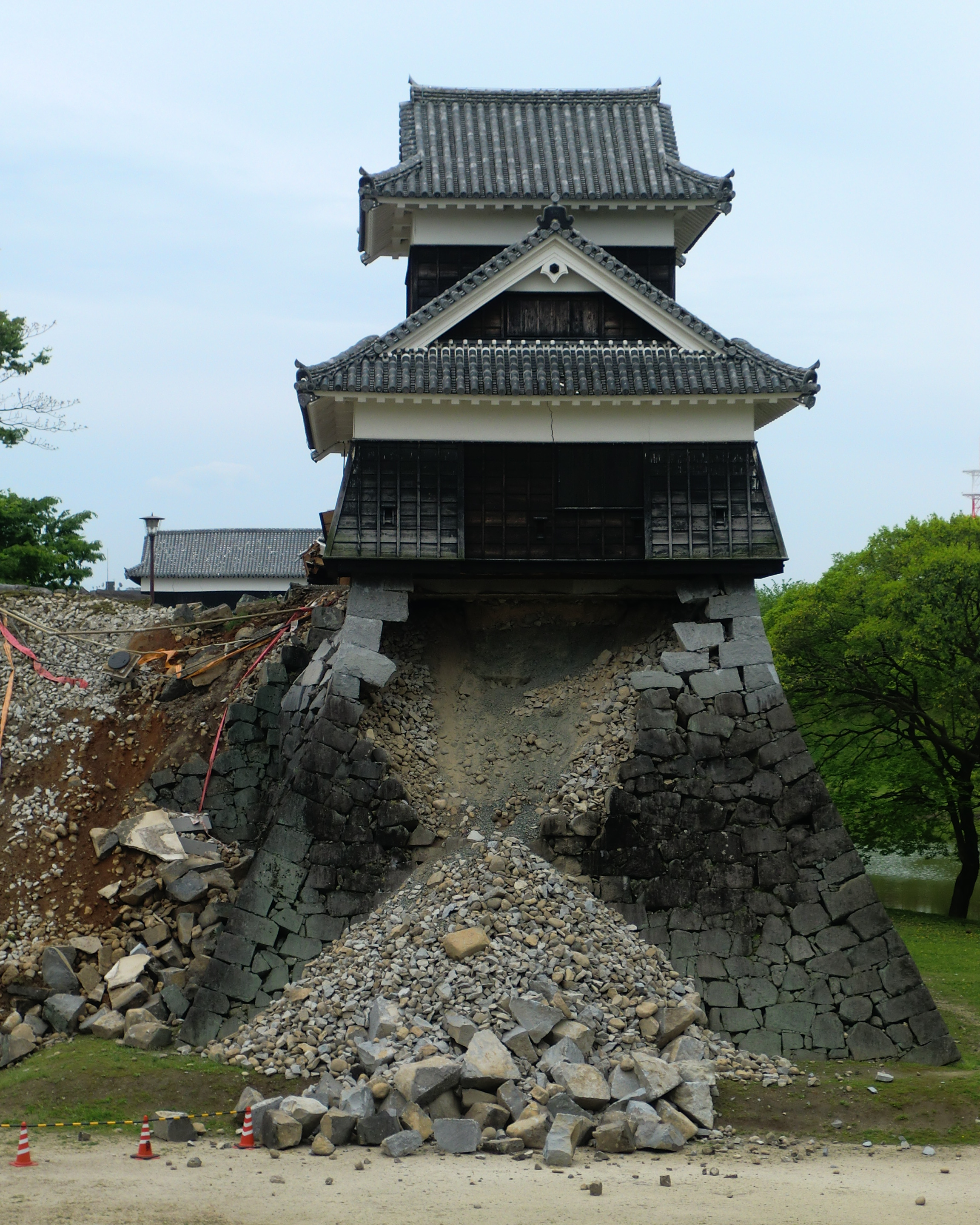
熊本城受損
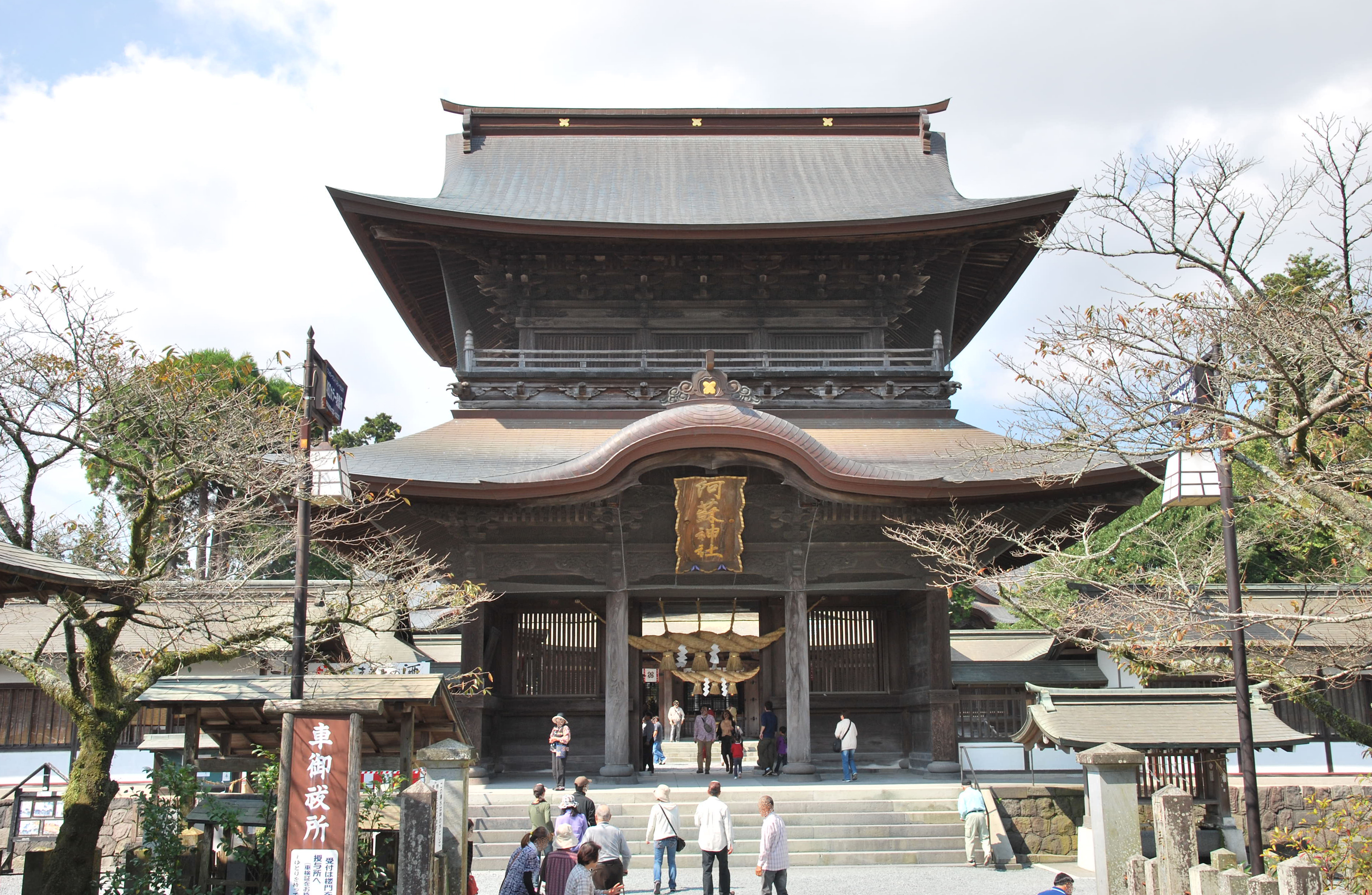
樓門及拜殿倒塌前的阿蘇神社

### 交通

#### 鐵路
- 山陽新幹線小倉至博多間路段、以及九州新幹線來回班次全部延誤[26]。另外，經相關部門進行運行試驗及檢查後，九州新幹線博多至熊本間路段於4月23日恢復行駛[27]。

- 一輛九州新幹線列車在熊本站往車輛基地的回送途中時碰上地震而脫軌，未造成人員傷亡[28]。

- 豐肥本線有列車因地震出軌，包括竹中車站至犬飼車站在內的部份路段亦受山泥傾瀉影響，部份班次運行受阻[29]。

#### 公路

九州自動車道地圖

- 九州自動車道部分路段出現塌陷與隆起，多處路面龜裂。益城熊本機場IC及植木IC至松橋IC因地面沉降需要封閉。[30]

- 大分自動車道部份路面出現塌陷。[31]

- 国道387号近菊池市、日田市的中津江町及上津江町、国道442号近大分市木上及福岡県八女市、国道445号近御船町下鶴皆有山泥傾瀉阻礙交通，部份路段需封閉[32]。

- 阿蘇大橋（國道325號之一部份）因橋樑旁山體大量土石崩落遭土石衝擊而斷裂倒塌[33][34][35]。大橋附近的俵山隧道（熊本縣道28号熊本高森線之一部份）亦被地震摧毀[36]。

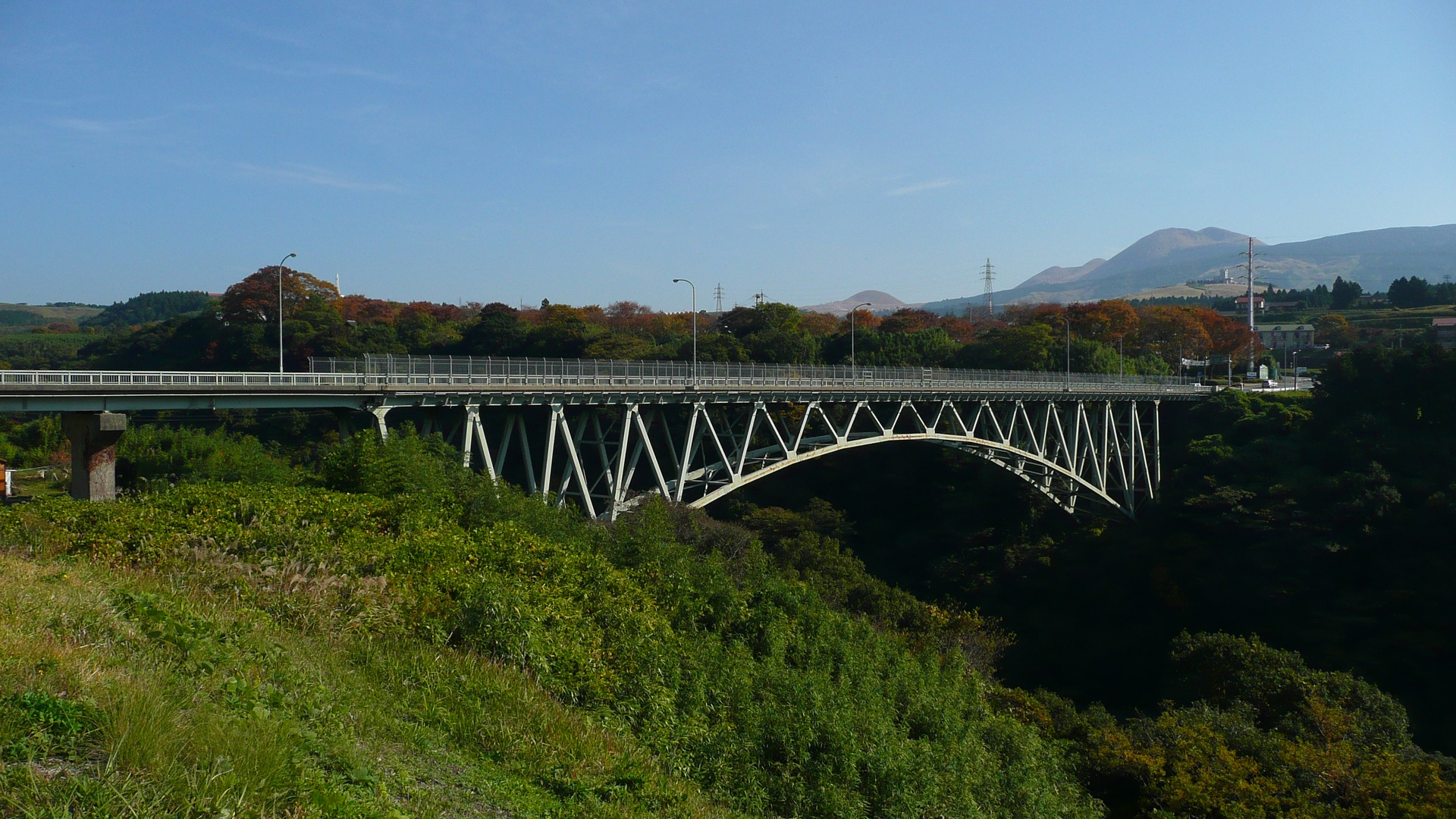
倒塌前的阿蘇大橋（2009年攝影）
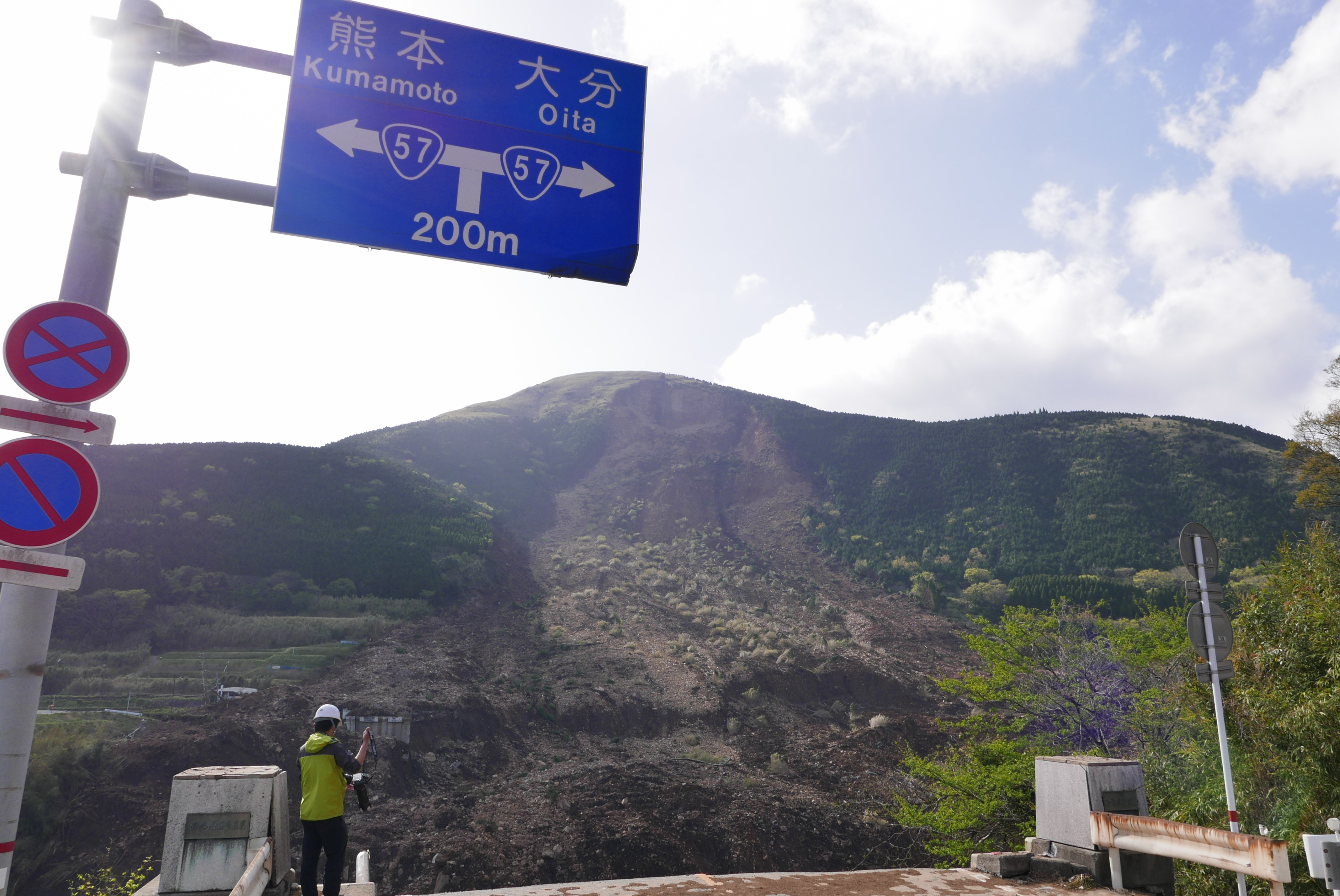
倒塌後的阿蘇大橋遺址 （2016年攝影）
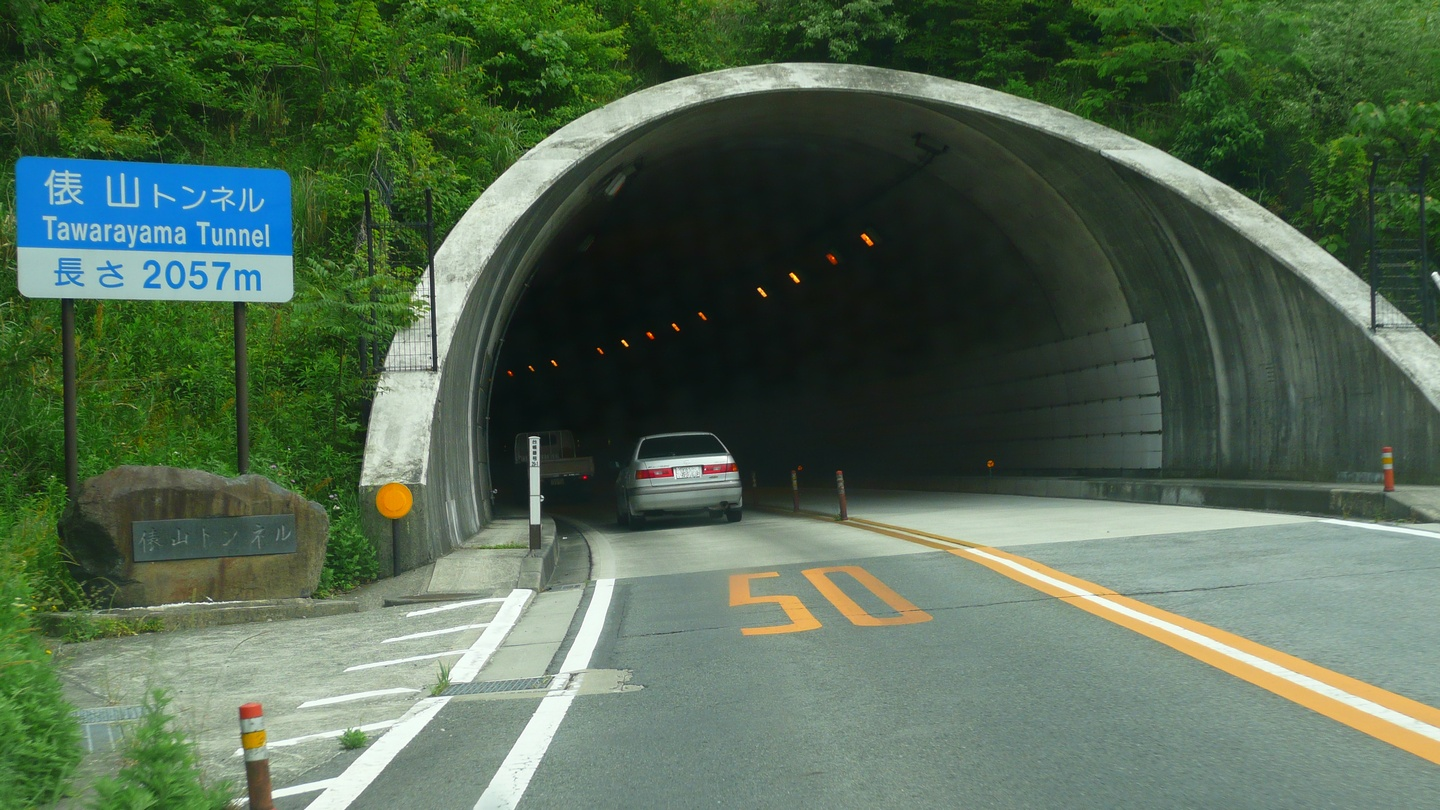
被地震摧毀前的俵山隧道

#### 航空

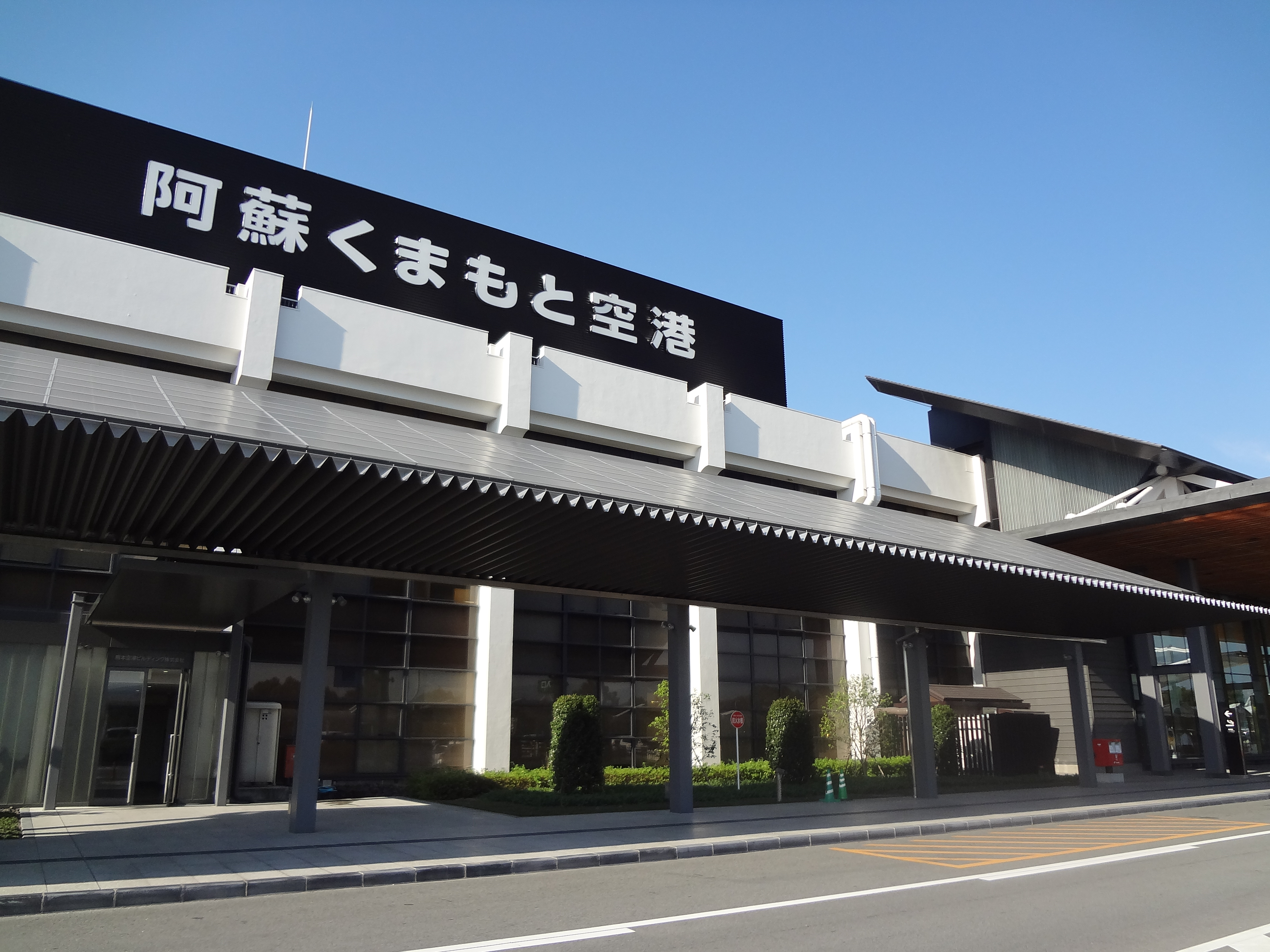
被地震破壞前的熊本機場

熊本空港受地震破壞，地板被掉落的重物砸壞及出現停電，需作關閉。

## 後續處理
時任日本首相安倍晉三在震災後召開緊急會議，指示政府盡速蒐集災害狀況，並與地方行政單位合作全力救災。熊本縣知事蒲島郁夫也於第一時間向自衛隊提出支援請求，防衛省出動約1,700名相關人員前往災區救難及蒐集情報。此外，總務省消防廳則派遣緊急消防援助隊協助救災。
日本各政黨也相繼成立對策本部，協助聯絡事項和彙整情報。時任日本天皇明仁與皇后美智子取消15日的靜岡縣訪問行程，並向熊本縣知事蒲島郁夫傳達對災民的慰問之意。